# Enrico Pandiani
Enrico Pandiani (Torino, 16 luglio 1956) è uno scrittore italiano.

## Biografia
Nato a Torino nel 1956, cura la parte infografica del quotidiano La Stampa. 
Ha iniziato il suo apprendistato di narratore sceneggiando e scrivendo fumetti presso le riviste Il Mago e Orient Express. 
Ha esordito nella narrativa nel 2009 con il romanzo Les italiens, con il quale ha inaugurato la saga del commissario Jean Pierre Mordenti, arrivata al settimo capitolo nel 2019 con Ragione da vendere.
Nel 2012, con La testa e la coda, ha iniziato una nuova serie con protagonista questa volta l'ex ispettore di polizia Zara Bosdaves.
Nel 2014 ha fondato con altri scrittori torinesi il collettivo "Torinoir" che si propone di raccontare le nuove realtà torinesi del terzo millennio attraverso gli strumenti del giallo e del noir. Il collettivo si è anche dato un manifesto, che prescrive, fra l'altro, di favorire il Pil (Principio di interesse librario) e di combattere l'editoria a pagamento  .   
Nel 2021 è uscito il romanzo Lontano da casa, che non è legato a nessuna delle due serie, ma dove il protagonista e sfondo della vicenda è il quartiere Barriera di Milano di Torino, con i suoi grandi problemi e la sua multietnica popolazione residente.
Nel 2022 è stato insignito del Premio Scerbanenco per il romanzo Fuoco.

## Opere

### Serie Les italiens
- 2009 - Les italiens, Torino, Instar libri, ISBN 978-88-461-0099-3.
- 2010 - Troppo piombo, Torino, Instar libri, ISBN 978-88-461-0109-9.
- 2011 - Lezioni di tenebra, Torino, Instar libri, ISBN 978-88-461-0136-5.
- 2012 - Pessime scuse per un massacro, Milano, Rizzoli, ISBN 978-88-170-5597-0.
- 2016 - Una pistola come la tua, Milano, Rizzoli, ISBN 978-88-170-8768-1.
- 2017 - Un giorno di festa, Milano, Rizzoli, ISBN 978-88-170-9565-5.
- 2019 - Ragione da vendere, Milano, Rizzoli, ISBN 978-88-171-0918-5.

### Serie Zara Bosdaves
- 2012 - La testa e la coda, Montegalda, F.lli Brunello, ISBN 978-88-907354-0-0.
- 2013 - La donna di troppo, Milano, Rizzoli, ISBN 978-88-170-6433-0.
- 2015 - Più sporco della neve, Milano, Rizzoli, ISBN 978-88-170-7490-2.

### Serie La banda Ventura
- 2022 - Fuoco, Milano, Rizzoli, ISBN  9788817160759.
- 2023 - Ombra, Rizzoli, ISBN 978-8817175425
- 2024 - Naufragio, Rizzoli, ISBN 978-88-17-18367-3
- 2025 - Rimorsi, Rizzoli, ISBN 9788817183680

### Altri romanzi e racconti
- 2013 - Karima, in You Crime, Rizzoli, ISBN 978-88-58-65482-8.
- 2016 - Il tram della Rosa ne: Il tram va alla guerra, Torino, Atts, ISBN 978-88-942420-0-3.
- 2016 - La notte di Caino (in: AnToNoir Vol.1: I racconti di Torinoir, ebook)
- 2018 - Polvere, Milano, DeA Planeta Libri, ISBN 978-88-511-5740-1.
- 2020 - Il gourmet cena sempre due volte, Torino, EDT, ISBN 978-88-592-5745-5.
- 2021 - Lontano da Casa, Milano, Salani - Le Stanze,  ISBN 9788831006910.
- 2023 - Due video per un delitto, Piemme, ISBN 9788856687361